# Гурон (Канзас)
Гурон (англ. Huron) — місто (англ. city) в США, в окрузі Атчісон штату Канзас. Населення — 74 особи (2020).

## Географія
Гурон розташований за координатами 39°38′45″ пн. ш. 95°20′52″ зх. д. / 39.64583° пн. ш. 95.34778° зх. д. (39.645772, -95.347684).  За даними Бюро перепису населення США в 2010 році місто мало площу 2,21 км², уся площа — суходіл. В 2017 році площа становила 0,19 км², уся площа — суходіл.

## Демографія
Згідно з переписом 2010 року, у місті мешкали 54 особи в 20 домогосподарствах у складі 13 родин. Густота населення становила 24 особи/км².  Було 25 помешкань (11/км²).
Расовий склад населення:
| - 98,1 % — білих |

До двох чи більше рас належало 1,9 %. Частка іспаномовних становила 1,9 % від усіх жителів.
За віковим діапазоном населення розподілялося таким чином: 31,5 % — особи молодші 18 років, 61,1 % — особи у віці 18—64 років, 7,4 % — особи у віці 65 років та старші. Медіана віку мешканця становила 41,0 року. На 100 осіб жіночої статі у місті припадало 107,7 чоловіків;  на 100 жінок у віці від 18 років та старших — 117,6 чоловіків також старших 18 років.
За межею бідності перебувало 22,4 % осіб, у тому числі 37,0 % дітей у віці до 18 років та 66,7 % осіб у віці 65 років та старших.
Цивільне працевлаштоване населення становило 39 осіб. Основні галузі зайнятості: роздрібна торгівля — 43,6 %, освіта, охорона здоров'я та соціальна допомога — 23,1 %, мистецтво, розваги та відпочинок — 12,8 %, публічна адміністрація — 5,1 %.